# Proprioseiopsis isocaudarum
Proprioseiopsis isocaudarum är en spindeldjursart som beskrevs av Wolfgang Karg 1993. Proprioseiopsis isocaudarum ingår i släktet Proprioseiopsis och familjen Phytoseiidae. Inga underarter finns listade i Catalogue of Life.